# Батурин, Юрий Михайлович
Ю́рий Миха́йлович Бату́рин (род. 12 июня 1949, Москва, РСФСР, СССР) — российский политик, учёный, юрист и лётчик-космонавт Российской Федерации (382-й космонавт мира и 90-й космонавт России). Герой Российской Федерации. Доктор юридических наук, профессор. Директор Института истории естествознания и техники РАН с 2010 года по 2015 год, член-корреспондент РАН с 22 декабря 2011 года. С 29 ноября 2014 года — председатель Союза фотохудожников России. Сын советского разведчика М. М. Батурина.

## Биография

### Образование и учёные степени
- В 1966 году окончил с золотой медалью английскую спецшколу № 44 города Москвы[4].
- В 1973 году окончил факультет аэрофизики и космических исследований Московского физико-технического института (МФТИ) по специальности «Динамика полёта и управления»[5].
- В 1980 году окончил Всесоюзный заочный юридический институт по специальности «Правоведение»
- В 1981 году окончил факультет журналистики Московского государственного университета имени М. В. Ломоносова (вечернее отделение) по специальности «Журналистика».
- В июне 1985 года защитил диссертацию на соискание учёной степени кандидата юридических наук по теме «Европейский парламент».
- В январе 1992 года защитил диссертацию на соискание учёной степени доктора юридических наук по теме «Компьютерное право».
- В 2000 году окончил Высшие курсы Академии Генерального штаба Вооружённых сил России.
- 28 июня 2005 года окончил вечернее отделение Дипломатической академии МИД России по специальности «Международные отношения», тема диплома — «Космическая дипломатия и международное право».
- Владел несколькими иностранными языками:

1. Английский язык
2. Шведский язык
3. Японский язык
4. Французский язык
5. Немецкий язык
6. Сербохорватский язык

### Основные направления деятельности

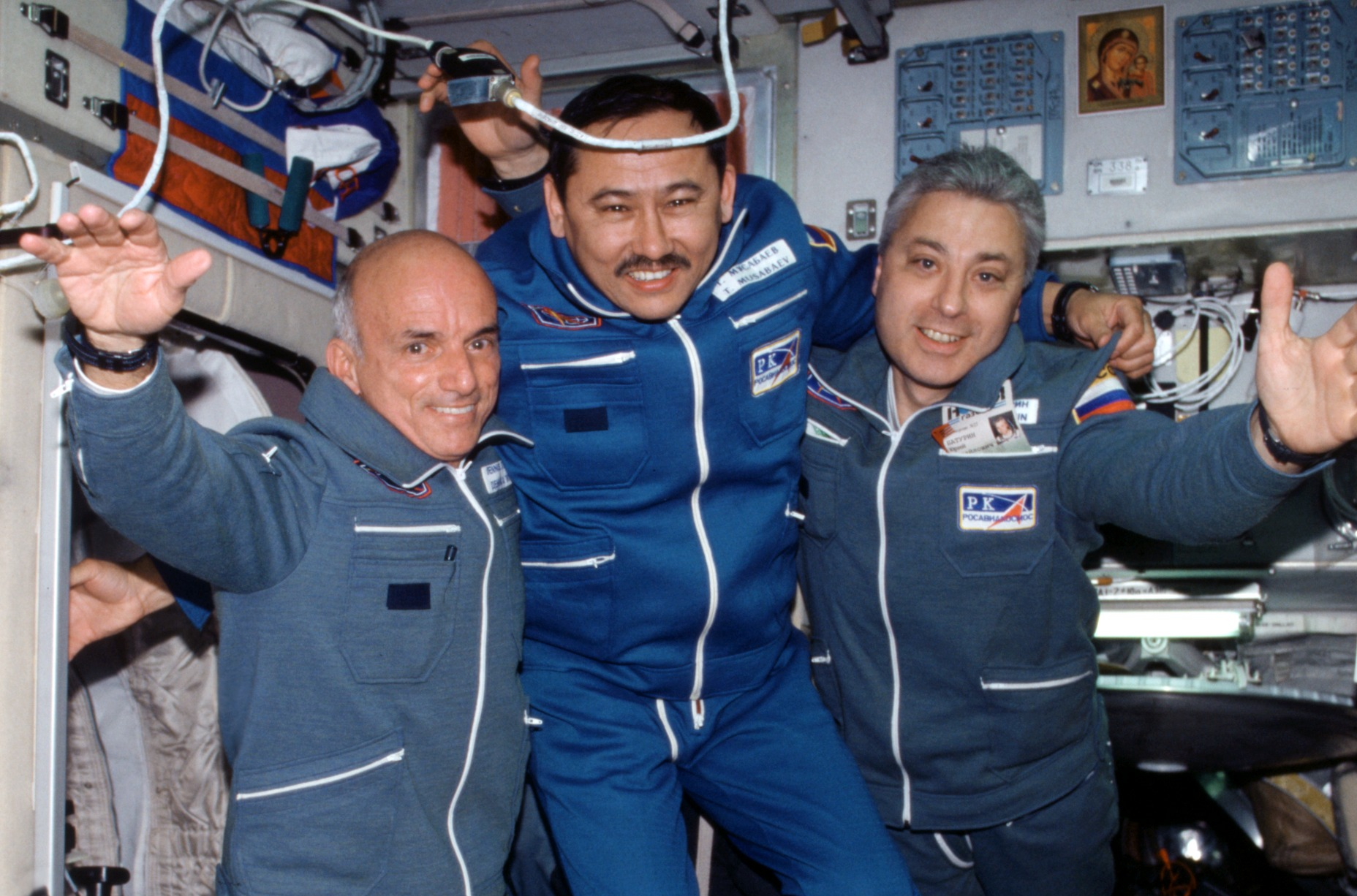
Экипаж Союз ТМ-32:
Деннис Тито (США), Талгат Мусабаев и Юрий Батурин

- После окончания в 1973 году МФТИ работал в ЦКБЭМ (ныне РКК «Энергия» им. С. П. Королёва).
- С 1980 по 1990 год на научной работе в Институте государства и права АН СССР Работал младшим научным сотрудником, научным сотрудником, старшим научным сотрудником.
- С 17 мая 1990 года по 2 января 1992 года работал консультантом помощника Президента СССР. Один из авторов «Закона о печати СССР».[6]
- В 1991 году — постоянный консультант программы «Итоги» (1-й канал ТВ)[прояснить].
- С 1993 года по 1994 год работал помощником Президента Российской Федерации по правовым вопросам. Стал соавтором «Указа 1400»[7].
- В 1994—1996 годах — помощник Президента Российской Федерации по национальной безопасности. В этом качестве курировал спецоперацию по штурму Грозного в ноябре 1994 г.[8]
- С 1996 года по 1998 год — помощник Президента Российской Федерации.
- В 1994—1996 годах и 1996—1997 годах руководил Комиссией по высшим воинским должностям, высшим воинским званиям и высшим специальным званиям Совета по кадровой политике при Президенте Российской Федерации (до её упразднения; в перерыве этот пост занимал А. И. Лебедь).
- С 25 июля 1996 года по 28 августа 1997 года — секретарь Совета обороны Российской Федерации.
- На июль 1998 года являлся штатным профессором МФТИ (политико-правовой анализ с элементами математического моделирования политических процессов) и факультета журналистики МГУ (политико-правовой анализ в СМИ, проблемы науки и журналистики, космическая журналистика), а также заведующим кафедрой компьютерного права МИФИ.
- До июня 1997 года преподавал в МГИМО, но временно прервал преподавательскую работу на период подготовки к космическому полету.
- В 1998 году назначен на должность космонавта-испытателя РГНИИ ЦПК им. Ю. А. Гагарина.
- С 1 июня 2000 года — заместитель командира отряда космонавтов РГНИИ ЦПК им. Ю. А. Гагарина по научно-исследовательской и испытательной работе. Это первый случай назначения гражданского лица на административную должность в военном отряде космонавтов, каковым является отряд ЦПК. Именно поэтому для согласования кандидатуры Ю. Батурина в Министерстве обороны и в Росавиакосмосе понадобилось более полугода[9].
- С 28 декабря 2008 года — член Научного совета при Совете Безопасности Российской Федерации[10]. Председатель Научного совета РАН по выставкам. Является председателем правления Центра антикоррупционных исследований и инициатив «Трансперенси Интернешнл — Р»[11].
- По состоянию на 2017 год занимал должность вице-президента по связям с общественностью и СМИ Российской академии космонавтики имени К. Э. Циолковского[12].

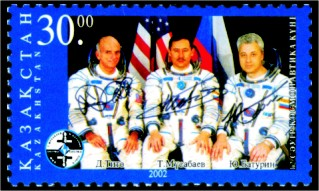
Батурин на почтовой марке Казахстана

### Участие в российской космической программе
Принимал участие в двух полётах в космос — Союз ТМ-28 (1998) и Союз ТМ-32 (2001), в общей сложности около 20 суток.

#### Первый полёт
С 13 августа 1998 года по 25 августа 1998 года в качестве космонавта-исследователя в составе экипажа во главе с командиром корабля Геннадием Падалкой и бортинженером Сергеем Авдеевым. На Землю вернулся с Талгатом Мусабаевым и Николаем Будариным — Союз ТМ-27.

#### Второй полёт
С 28 апреля 2001 года по 6 мая 2001 года в качестве бортинженера в составе экипажа во главе с командиром корабля Талгатом Мусабаевым и первым космическим туристом Деннисом Тито.

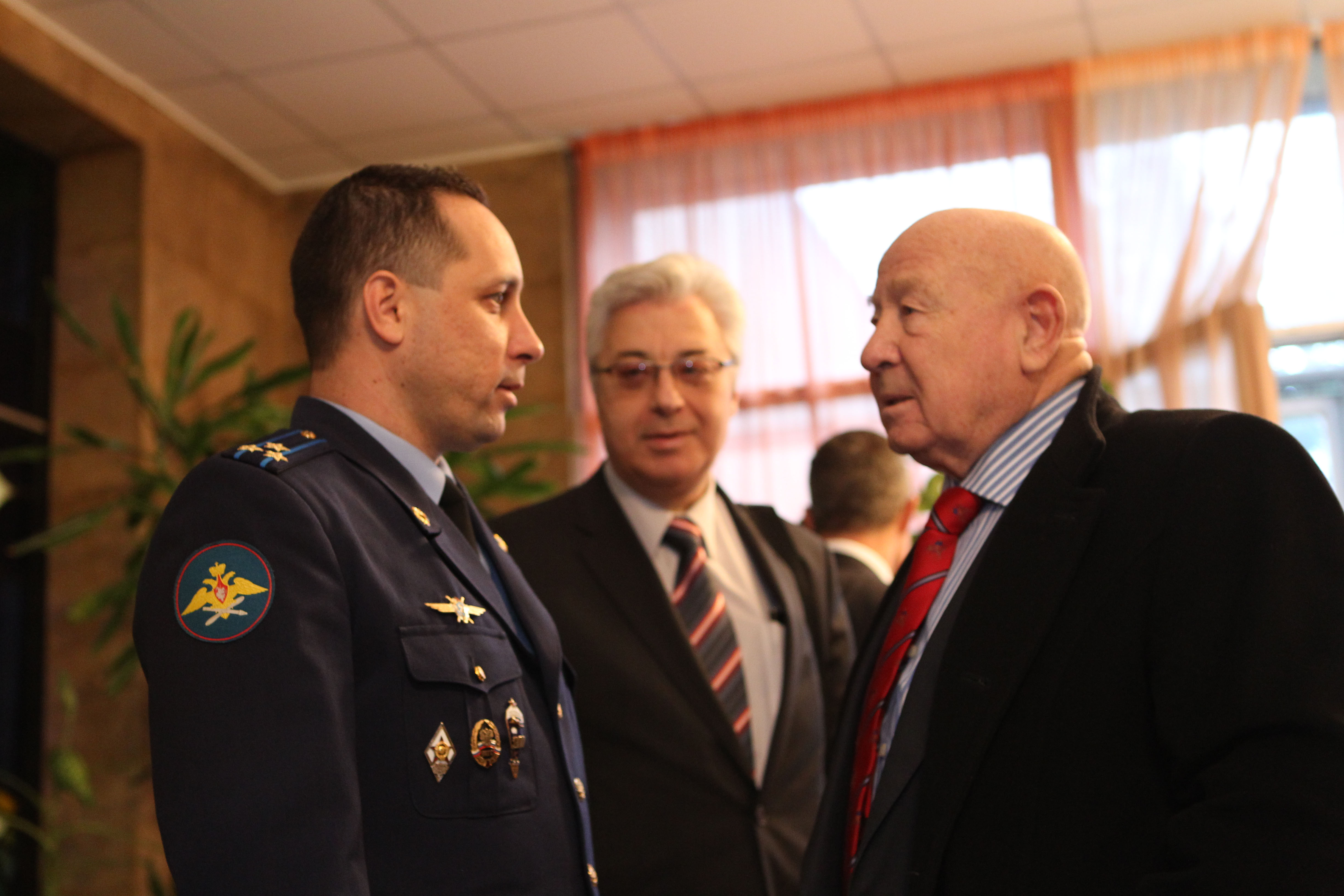
В Центре подготовки космонавтов имени Гагарина в Звездном городке. Антон Шкаплеров, Юрий Батурин и Алексей Леонов

Статистика
| # | Стартовый корабль | Старт, UTC        | Экспедиция               | Корабль посадки | Посадка, UTC      | Налёт                       | Выходы в открытый космос | Время в открытом космосе |
| - | ----------------- | ----------------- | ------------------------ | --------------- | ----------------- | --------------------------- | ------------------------ | ------------------------ |
| 1 | Союз ТМ-28        | 13.08.1998, 09:43 | Союз ТМ-28, Мир-26       | Союз ТМ-27      | 25.08.1998, 05:22 | 11 суток 19 часов 39 минут  | 0                        | 0                        |
| 2 | Союз ТМ-32        | 28.04.2001, 07:37 | Союз ТМ-32, МКС-2 (ЭП-2) | Союз ТМ-31      | 06.05.2001, 05:41 | 07 суток 22 часа 04 минуты  | 0                        | 0                        |
|   |                   |                   |                          |                 |                   | 19 суток 17 часов 43 минуты | 0                        | 0                        |

#### Научная программа в космических полётах
Провёл на орбитальных станциях, а также на борту транспортных космических кораблей ряд научных экспериментов, в том числе участвовал в российско-германском космическом проекте «Плазменный кристалл», эксперименты по которому продолжал во втором космическом полете.
Во втором космическом полете (2001, МКС) при проведении эксперимента «Плазменный кристалл» ему довелось открыть эффект, который немецкие физики из Института внеземной физики Общества Макса Планка назвали «эффектом Батурина».

### Семья
Отец Михаил Батурин (1904—1978), работал в разведке, полковник. Мать Наталья Николаевна Смольникова (дев. Градова, Батурина, 1925—2012), библиотекарь.
Брат — Николай Батурин (р. 1951).
Единокровный брат Сергей Батурин (1937—1997), физикохимик, профессор, директор Института химической физики РАН в Черноголовке.
Жена Светлана Вениаминовна Полубинская (р. 04.02.1954), научный сотрудник Института государства и права РАН. Дочь Александра (р. 26.08.1982).

## Чины и звания
- Полковник запаса
- Действительный государственный советник Российской Федерации 1 класса (1996 год).

## Награды

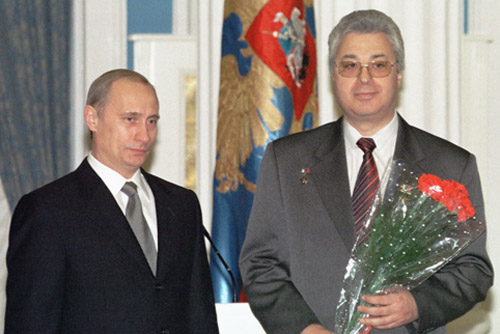
Медаль Героя Российской Федерации присвоена космонавту Юрию Батурину, вручает президент России Владимир Путин, 2001 год

- Герой Российской Федерации (28 сентября 2001 года) — за мужество и героизм, проявленные при осуществлении международного космического полёта[16]
- Орден Мужества (25 декабря 1998 года) — за мужество и самоотверженность, проявленные во время космического полёта на орбитальном научно-исследовательском комплексе «Мир»[17]
- Медаль «За заслуги в освоении космоса» (12 апреля 2011 года) — за большие заслуги в области исследования, освоения и использования космического пространства, многолетнюю добросовестную работу, активную общественную деятельность[18]
- Юбилейная медаль «300 лет Российскому флоту»
- Медаль «В память 850-летия Москвы»
- Лётчик-космонавт Российской Федерации (25 декабря 1998 года) — за мужество и самоотверженность, проявленные во время космического полёта на орбитальном научно-исследовательском комплексе «Мир»[17]
- Благодарность Президента Российской Федерации (14 августа 1995 года) — за активное участие в подготовке и проведении празднования 50-летия Победы в Великой Отечественной войне 1941—1945 годов[19]
- Благодарность Президента Российской Федерации (11 марта 1997 года) — за активное участие в подготовке Послания Президента Российской Федерации Федеральному Собранию 1997 года[20]
- Орден Достык (Дружба) (Казахстан, 11 ноября 1998 года) — за большие заслуги в освоении космического пространства, успешное выполнение международных и казахстанской программ полёта на орбитальном комплексе «Мир», проявленные при этом мужество и отвагу[21]
- Орден «Барыс» (Барс) I степени (Казахстан, 10 декабря 2001 года) — за заслуги перед государством, значительный вклад в социально-экономическое и культурное развитие страны, а также в связи с 10-летием независимости республики[22][23]
- Знак Федеральной пограничной службы «За службу в Таджикистане»
- наградное оружие — именной пистолет ПСМ от министерства обороны РФ[24]

## Премии
- Лауреат премии Союза журналистов СССР (1991 год)
- Лауреат премии «Фемида» (1999 год)[25]
- Лауреат премии книжно-журнального издательства «Граница» Пограничной службы ФСБ России «Золотое перо границы» с вручением диплома и нагрудного знака в номинации «Художественная литература» (2005 год)[26]
- Премия Правительства Российской Федерации 2009 года в области печатных средств массовой информации (30 ноября 2009 года)[27]
- Лауреат литературной премии Константина Кедрова Президентского фонда культурных инициатив (2024)

## Фильмография
Автор двух документальных фильмов:
- «На честном слове и на одном крыле» (1997 год)
- «Лестница в небо» (2000 год)